# August Huber (Archivar)

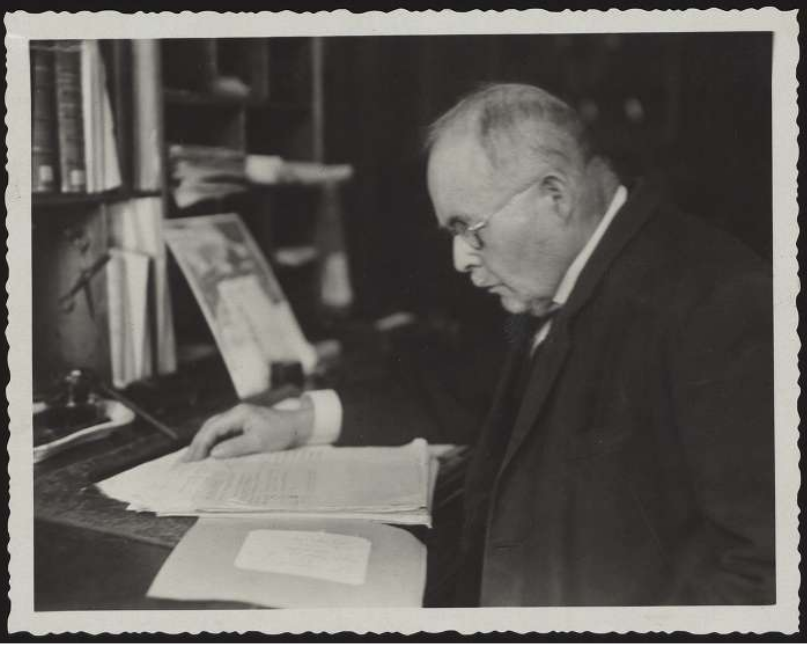
August Huber-Stuckert

August Huber-Stuckert (* 22. September 1868 in Basel; † 9. März 1936 ebenda) war Staatsarchivar des Kantons Basel-Stadt.

## Leben

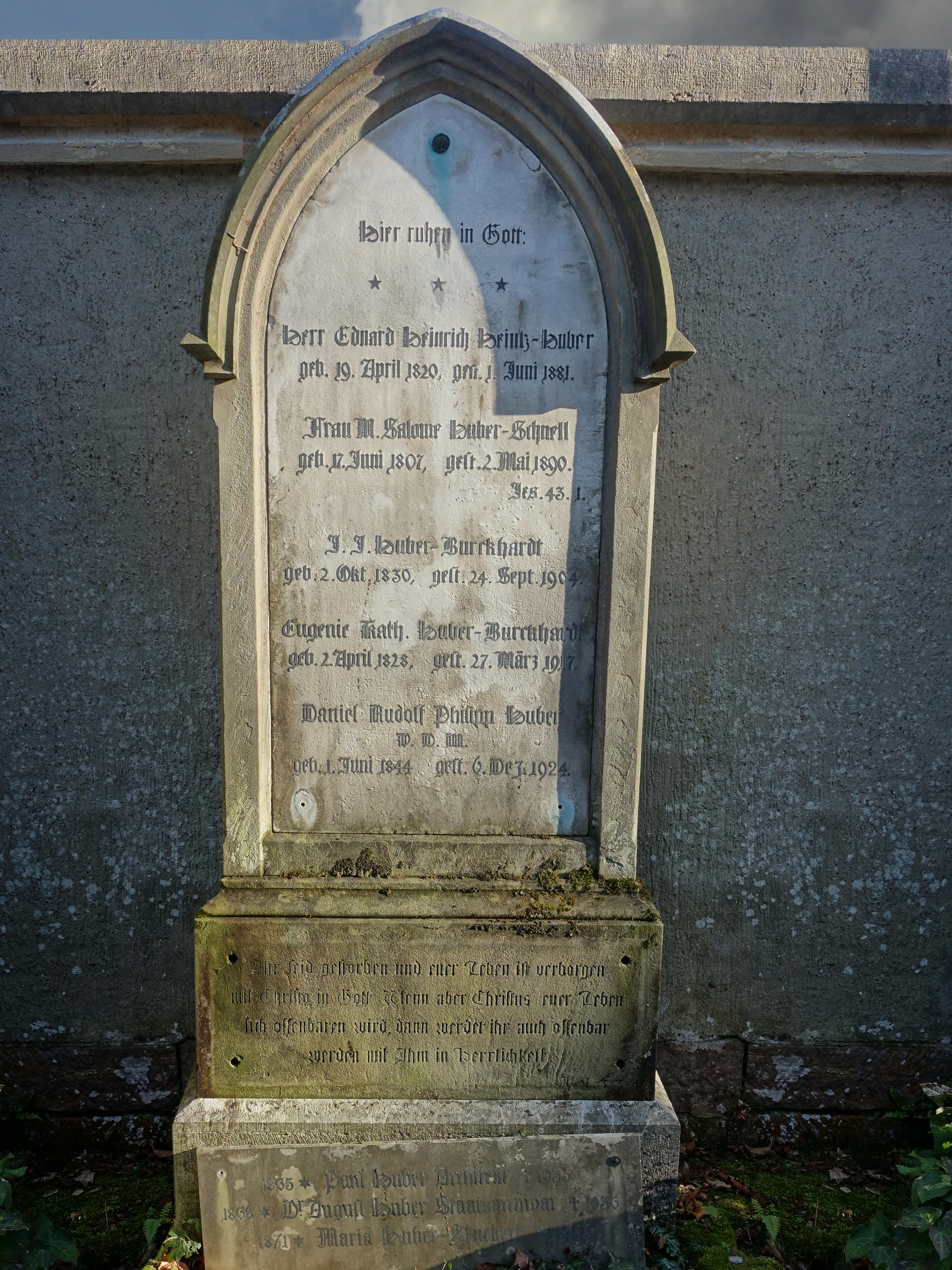
Familiengrab, Wolfgottesacker in Basel

Huber stammt aus einer angesehenen Basler Familie. Während seiner Studienzeit im April 1893 trat er als Hilfskraft in die Dienste des Leiters des Staatsarchivs Basel-Stadt, Rudolf Wackernagel. 1898 promovierte er an der Universität Basel. Seine Dissertation trug den Titel: Geschichte Hüningens von 1679–1698. 1907 konnte er die neu geschaffene Stelle eines vollzeitlichen Archivassistenten antreten und er wurde auch Mitherausgeber des Basler Jahrbuchs. 1917 trat er die Nachfolge Wackernagels an, bis 1931 ist er Staatsarchivar geblieben. Huber setzte die von Wackernagel begonnene Neuordnung des Archivs fort, eine Bilder- und Siegelsammlung legte er neu an, vor allem aber war ihm wichtig, das Archiv den Benutzern zugänglich zu machen. Seine stete Hilfsbereitschaft wurde allgemein gelobt, und seine «historische Teilnahme für Großes und Kleines war umfassend; ihm war alles wichtig, nichts uninteressant». Darüber ist er zu grösseren historischen Arbeiten in den späteren Jahren nicht mehr gekommen. 
August Huber war mit Maria Stuckert (1871–1942) verheiratet. Seine letzte Ruhestätte fand er auf dem Wolfgottesacker in Basel.

## Schriften
- Geschichte Hüningens von 1679–1698, Basel 1894 (Inaugural-Dissertation Basel.)
- Die Refugianten in Basel, Basel 1897 SB Berlin
- Urkundenbuch der Stadt Basel, Band 6 (1902) und Band 11 (1910)[4]
- Mitteilungen über Basler Kunsthandwerker aus den Bürgerrechtsakten des Basler Stadtarchivs. In: Basler Zeitschrift für Geschichte und Altertumskunde, Bd. 14 (1915), S. 379–385 e-periodica
- Der Aufenthalt des Conte di Broglio zu Basel. In: Basler Jahrbuch 1908, S. 113–137 baslerstadtbuch
- Mitteilungen aus dem Basler Universitätsarchiv. In: Basler Zeitschrift für Geschichte und Altertumskunde, Bd. 5 (1906), S. 443–454 e-periodica
- Über Basels Anteil am Rötteler Erbfolgestreit im Jahre 1503. In: Basler Zeitschrift für Geschichte und Altertumskunde, Bd. 4 (1905), S. 74–139 e-periodica
- Ein Bericht über die Schlacht von Pavia. In: Basler Zeitschrift für Geschichte und Altertumskunde, Bd. 3 (1904), S. 74–76 e-periodica
- Die Stiftung des Hochaltars zu Mariastein. In: Basler Zeitschrift für Geschichte und Altertumskunde, Bd. 1 (1902), S. 150–151 e-periodica
- Die Anleihen der französischen Könige bei Basel. In: Basler Jahrbuch 1896, S. 33–53 baslerstadtbuch